# Nemania atropurpurea
Nemania atropurpurea är en svampart som först beskrevs av Elias Fries, och fick sitt nu gällande namn av Zdeněk Pouzar 1985. Nemania atropurpurea ingår i släktet Nemania och familjen kolkärnsvampar.  Arten är reproducerande i Sverige. Inga underarter finns listade i Catalogue of Life.